# Поднять якоря
«Поднять якоря» (англ. Anchors Aweigh) — американо-британский комедийный мюзикл 1945 года режиссера Джорджа Сидни, главные роли в котором исполнили Фрэнк Синатра, Кэтрин Грэйсон и Джин Келли. Два моряка уходят в четырехдневный отпуск в Голливуд, где встречают молодую певицу и пытаются ей помочь получить прослушивание на киностудии Metro-Goldwyn-Mayer.

## Сюжет
Джо Брейди (Джин Келли) и Кларенс Дулитл (Фрэнк Синатра) — моряки ВМС США, получившие четырехдневный отпуск в Голливуд. Джо собирается провести это время с девушкой Лолой (которая так и не появляется в кадре). Кларенс, застенчивый хорист из Бруклина, ставший моряком, просит Джо научить его знакомиться с девушками. Тем временем полицейский находит на бульваре Дональда (Дин Стоквелл), маленького мальчика, который хочет присоединиться к флоту, и забирает его в полицейский участок. Полиция встречает Джо и Кларенса и забирает их в отделение, чтобы они убедили Дональда вернуться домой. Они увозят мальчика домой и развлекают его, пока не вернется тетя Сюзи (Кэтрин Грейсон), воспитывающая мальчика. Моряки ожидают встретить старуху, однако Сюзи оказывается молодой хорошенькой певицей, в которую сразу влюбляется Кларенс.
Сюзан рассказывает, что пытается найти работу в музыке и стремится выступить со знаменитым Хосе Итурби. Пытаясь привлечь внимание Сюзан к Кларенсу, Джо говорит ей, что Кларенс – близкий друг Итурби и договорился с ним о прослушивании для Сюзан. Вечером они втроем идут в кафе, где Кларенс встречает девушку из Бруклина (Памела Бриттон), общаясь с которой он забывает о своей застенчивости. На следующий день Джо посещает школу Дональда, где рассказывает историю о том, как он получил свою медаль — развеселив одинокого короля (роль которого исполняет мышонок Джерри из мультфильма о Том и Джерри) и принес радость животным этого королевства.
Кларенс в это время пытается попасть в студию MGM, чтобы встретиться с Итурби, однако терпит неудачу. После многих провальных попыток найти Итурби, Кларенс теряет надежду и хочет поведать всю правду Сюзан. В день прослушивания (последний день отпуска Джо и Кларенса) Сюзи встречает в кафе Итурби, ничего не знающего о прослушивании. Поняв, что ее обманули, Сюзан становится очень зла на Джо, в которого успела влюбиться. Итурби ее успокаивает и соглашается провести для нее пробную запись, которая оказывается очень успешной. Между тем, Кларенс понимает, что на самом деле он влюблен в девушку из Бруклина. Фильм заканчивается тем, что Итурби дирижирует хором, который исполняет Anchors Aweigh (боевую песню ВМС США), а Джо, Сюзан, Кларенс и девушка из Бруклина целуются.

## В ролях
| Актёр          | Роль                                           |
| -------------- | ---------------------------------------------- |
| Фрэнк Синатра  | матрос первого класса Кларенс «Бруклин» Дулитл |
| Кэтрин Грэйсон | Сюзан Эббот                                    |
| Джин Келли     | петти-офицер II класса Джозеф «Джо» Брейди     |
| Хосе Итурби    | в роли самого себя                             |
| Дин Стоквелл   | Дональд Мартин                                 |
| Билли Гилберт  | менеджер кафе                                  |
| Памела Бриттон | Девушка из Бруклина                            |
| Леон Эймс      | помощник Адмирала                              |
| Грейди Саттон  | Бертрам Крейлер                                |
| Генри Арметта  | человек-гамбургер                              |
| Сара Бернер    | мышонок Джерри (озвучивание)                   |
| Лестер Дорр    | ассистент режиссёра (в титрах не указан)       |

## Песни
1. «Main Title» – Оркестр студии MGM
2. «Anchors Aweigh» – Оркестр студии MGM и Хосе Итурби

«We Hate to Leave» – Джин Келли, Фрэнк Синатра
1. «Brahms's Lullaby» – Фрэнк Синатра
2. «I Begged Her» – Джин Келли, Фрэнк Синатра
3. «If You Knew Susie» – Фрэнк Синатра, Джин Келли
4. «Jealousy» – Кэтрин Грейсон

«What Makes the Sunset» – Фрэнк Синатра
1. «(All of a Sudden) My Heart Sings» – Кэтрин Грейсон
2. «The Donkey Serenade» – Хосе Итурби

«The King Who Couldn't Sing and Dance» – Джин Келли
1. «The Worry Song» – Джин Келли, Сара Бернер (как мышонок Джерри)
2. «The Charm of You» – Фрэнк Синатра (редкое появление гитариста Бенито Майорга вместе с оркестром)
3. «Las Chiapanecas» – Джин Келли, Шэрон МакМанус
4. «Liszt's Hungarian Rhapsody No. 2» – Хосе Итурби

«I Fall in Love Too Easily» – Фрэнк Синатра
1. «La cumparsita» – Джин Келли
2. «Waltz Serenade» – Кэтрин Грейсон
3. «Anchors Aweigh (Reprise)» – Дин Стоквелл
4. «Anchors Aweigh (Reprise 2)» – Оркестр студии MGM

## Награды и номинации
- Награда: премия «Оскар» за лучшую музыку к музыкальному фильму (Джорджи Столл)
- Номинация: премия «Оскар» за лучший фильм
- Номинация: премия «Оскар» за лучшую мужскую роль (Джин Келли)
- Номинация: премия «Оскар» за лучшую операторскую работу
- Номинация: премия «Оскар» за лучшую песню к фильму («I Fall In Love Too Easily», слова и музыка Сэмми Кан и Джул Стайн, исполняет Фрэнк Синатра)